# Fodé Sylla
Fodé Sanassy Sylla (Yenagoa, 16 aprile 2006) è un calciatore francese, centrocampista del Lens.

## Carriera

### Club
Cresciuto nel settore giovanile del Lens, nel gennaio del 2023 è stato promosso nella squadra riserve ed il 14 giugno ha firmato il suo primo contratto professionistico.
L'11 luglio 2024 è stato ceduto in prestito all'Yverdon    e nove giorni dopo ha debuttato a livello professionistico nella partita di Super League persa 2-0 contro lo Zurigo.

### Nazionale
Ha giocato con le nazionali giovanili francesi Under-16, Under-17, Under-18 ed Under-19.

## Statistiche

### Presenze e reti nei club
Statistiche aggiornate al 1° luglio 2025.
| Stagione        | Squadra         | Campionato      | Campionato | Campionato | Coppe nazionali | Coppe nazionali | Coppe nazionali | Coppe continentali | Coppe continentali | Coppe continentali | Altre coppe | Altre coppe | Altre coppe | Totale | Totale | Totale |
| Stagione        | Squadra         | Comp            | Pres       | Reti       | Comp            | Pres            | Reti            | Comp               | Pres               | Reti               | Comp        | Pres        | Reti        | Pres   | Reti   |        |
| --------------- | --------------- | --------------- | ---------- | ---------- | --------------- | --------------- | --------------- | ------------------ | ------------------ | ------------------ | ----------- | ----------- | ----------- | ------ | ------ | ------ |
| gen.-giu. 2023  | Lens 2          | N3              | 8          | 0          | -               | -               | -               | -                  | -                  | -                  | -           | -           | -           | 8      | 0      |        |
| 2023-2024       | Lens 2          | N3              | 20         | 2          | -               | -               | -               | -                  | -                  | -                  | -           | -           | -           | 20     | 2      |        |
| Totale Lens 2   | Totale Lens 2   | Totale Lens 2   | 28         | 2          |                 | 0               | 0               |                    | -                  | -                  |             | -           | -           | 28     | 2      |        |
| 2024-2025       | Yverdon         | SL              | 28         | 1          | CS              | 0               | 0               | -                  | -                  | -                  | -           | -           | -           | 28     | 1      |        |
| 2025-2026       | Lens            | L1              | -          | -          | CF              | -               | -               | -                  | -                  | -                  | -           | -           | -           | -      | -      |        |
| Totale carriera | Totale carriera | Totale carriera | 56         | 3          |                 | 0               | 0               |                    | -                  | -                  |             | -           | -           | 56     | 3      |        |